# 따야와디왕
따야와디왕(버마어: သာယာဝတီမင်း, 1787년 3월 14일 ~ 1846년 11월 17일)은 미얀마 꼰바웅 왕국의 제8대 국왕(재위 : 1837년 4월 15일 ~ 1846년 11월 17일)이다.